# Station Drieslinter
Station Drieslinter is een voormalig spoorwegstation langs spoorlijn 22 (Tienen-Diest) in Drieslinter, een deelgemeente van Linter.
Het station heette oorspronkelijk Neer-Linter, later gespeld als Neerlinter. In 1912 werd de naam gewijzigd in Drieslinter.
Uit het station vertrok ook de voormalige spoorlijn 23 naar Sint-Truiden en Tongeren. Deze spoorlijn is, evenals spoorlijn 22 helemaal opgebroken en op de bedding werd een fietspad aangelegd.
Het stationsgebouw werd onherkenbaar verbouwd tot een tweewoonst.
0,0: Tienen ·
3,3: Grimde ·
6,9: Oplinter ·
9,2: Neerlinter ·
11,4: Drieslinter ·
15,4: Budingen ·
18,9: Geetbets ·
25,0: Halen ·
27,2: Zelk ·
29,1: Webbekom ·
32,1: Diest
0,0: Drieslinter ·
4,1: Zoutleeuw ·
7,0: Wilderen ·
9,9: Sint-Truiden ·
12,2: Melveren ·
13,1: Bernissem ·
15,4: Ordingen ·
18,7: Hoepertingen ·
22,0: Rullingen ·
22,6: Borgloon ·
24,3: Kerniel ·
27,3: Jesseren ·
28,9: Piringen ·
33,4: Tongeren